# 13704 Aletesi
13704 Aletesi eller 1998 PA1 är en asteroid i huvudbältet som upptäcktes den 13 augusti 1998 av de båda italienska astronomerna Gabriele Cattani och Luciano Tesi vid Pian dei Termini-observatoriet. Den är uppkallad efter upptäckarens son Alessandro Tesi.